# Вацуева, Асет Абдулаевна
Асе́т Абдула́евна Вацу́ева (род. 3 августа 1977 года, Грозный) — российская журналистка и телеведущая. Наибольшую известность получила как ведущая телепрограммы «Страна и мир» (позднее — «Сегодня в 22:00») на канале НТВ (2003—2006).

## Биография
Родилась 3 августа 1977 года в чеченской семье. Происходит из семьи Абдуллы Вацуева, чеченского историка, журналиста и диссидента, издателя газеты «Голос Чеченской республики».
После начала первой чеченской войны, в 1995 году переехала на учёбу в Санкт-Петербург на факультет журналистики СПбГУ, затем, в 1997 году — переехала в Москву, где в 2002 году окончила факультет журналистики МГУ им. М. В. Ломоносова.
С 1997 года работала корреспондентом отдела информации в газете «Голос Чеченской Республики» в Грозном. В 2000 году перешла в «Объединённую газету», где работала в отделе культуры. С июля по октябрь 2000 года и в августе 2001 года во время учёбы в Москве работала в «Общей газете» в качестве корреспондента отдела политики, публиковавшись как «Ася Вацуева». Выезжала в командировки в Чечню, готовила репортажи, в том числе и серию публикаций по делу Буданова.
С сентября 2002 по август 2006 года работала в Службе информации на НТВ. Пришла на телеканал по приглашению известного журналиста Леонида Парфёнова: в то время он искал ведущую-чеченку для своего авторского проекта вечерних новостей в 22:00, который впоследствии получил название «Страна и мир». Впервые в кадре появилась 27 октября 2002 года в качестве корреспондента в программе «Намедни» с Леонидом Парфёновым. В выпуске о террористическом акте на Дубровке вышел её репортаж (комментарий) о судьбах чеченских женщин, вызвавший неоднозначную реакцию зрителей.
С февраля 2003 по декабрь 2004 года — ведущая программы «Страна и мир» на том же телеканале в паре с Алексеем Пивоваровым.
С января по сентябрь 2005 года — ведущая программы «Сегодня 22:00» в паре с Алексеем Пивоваровым.
С осени 2005 года под формат «Страны и мира» были адаптированы и другие вечерние выпуски новостей НТВ, поскольку руководство канала решило сделать ставку на более молодых ведущих в главном выпуске информационной программы за день. С сентября 2005 по август 2006 года — ведущая вечерних выпусков (в 19:00 и 22:00) программы «Сегодня» в паре с Алексеем Пивоваровым.
В августе 2006 года стало известно, что Асет Вацуева по личной инициативе уволилась с НТВ, в том числе и из-за изменений в информационной и вещательной политике этого телеканала, произошедших в первые 2 года под управлением компанией Владимира Кулистикова. В эфире её сменила Лилия Гильдеева.
С 2006 года по настоящее время живёт и работает в Лондоне (Великобритания). Продюсер русской службы Би-би-си.

## Награды
- 2002 — победитель Всероссийского конкурса региональных журналистов «Вопреки» имени Ларисы Юдиной[44]

## Общественная позиция
В октябре 2008 года подписала открытое письмо-обращение в защиту и поддержку освобождения юриста нефтяной компании ЮКОС Светланы Бахминой.